# José Fernando Santa
José Fernando Santa Robledo (Pereira, Risaralda, Colombia, 12 de septiembre de 1970) es un exfutbolista y entrenador, del fútbol colombiano.

## Legado deportivo
Su tío Gustavo Santa es el cuarto goleador histórico del Atlético Nacional donde convirtió 101 goles en 361 partidos entre 1968 y 1976.

## Jugador
Debutó en 1988 con Atlético Nacional donde estuvo hasta el año 2000 donde se retira del fútbol profesional habiendo jugado 216 partidos con el conjunto antioqueño, además jugó 25 partidos con la Selección Colombia y participó de un Mundial y dos Copas América.

## Entrenador
Tras su retiro, se va a estudiar a la Argentina en la ATFA (Asociación de Técnicos de Fútbol Argentino) donde aprueba el curso de 2 años y después regresa a Colombia para dirigir en el Deportivo Pereira junto a su asistente técnico el entrenador y presentador deportivo colombo-argentino Adrián Magnoli pero debido a problemas entre accionistas del club matecaña deciden que ellos 2 fueran asistentes entre las categorías menores y la profesional.
Llega nuevamente a la ciudad de Medellín donde en el equipo profesional del Atlético Nacional, en carácter interino, en dos ocasiones: entre septiembre y diciembre de 2008, entre abril y mayo de 2009. Tras buenos resultados en su tiempo como entrenador encargado, el 3 de mayo de 2010 es nombrado técnico en propiedad del equipo principal. Sin embargo, luego de la eliminación en los cuadrangulares semifinales del Torneo Finalización, fue despedido de su cargo.
En 2015 se convierte en el entrenador de Atlético Huila.
Para el segundo semestre del año 2016, es confirmado como nuevo entrenador del Deportivo Pasto tras la renuncia del técnico Guillermo Berrio. A finales del 2016 es licenciado del Deportivo Pasto por malos resultados los cuales estuvieron a punto de descender al equipo.
En día 19 de septiembre de dirigiendo al Real Cartagena y tras un haber partido deja la dirección técnica del club por graves problemas de salud.
Tras superar un cáncer el 6 de noviembre de 2021 se confirma como nuevo DT del Atlético Huila decara a la temporada 2022.

## Selección nacional
Santa fue internacional con la Selección de fútbol de Colombia en 25 partidos entre 1995 y 1998.

### Participaciones enCopas del Mundo
| Mundial                 | Sede    | Resultado      | PJ | GA | Asis |
| ----------------------- | ------- | -------------- | -- | -- | ---- |
| Mundial de Francia 1998 | Francia | Fase de grupos | 2  | 0  | 0    |

### Participaciones enCopas América
| Copa América           | Sede                   | Resultado              | PJ | GA | Asis |
| ---------------------- | ---------------------- | ---------------------- | -- | -- | ---- |
| Copa América 1995      | Uruguay                | Tercer lugar           | 5  | 0  | 0    |
| Copa América 1997      | Bolivia                | Cuartos de final       | 4  | 0  | 0    |
| Total en Copas América | Total en Copas América | Total en Copas América | 9  | 0  | 0    |

### Participaciones enEliminatorias al Mundial
| Eliminatoria                          | Sede del Mundial | Posición      | Resultado   | PJ | GA | Asis |
| ------------------------------------- | ---------------- | ------------- | ----------- | -- | -- | ---- |
| Eliminatorias Mundial de Francia 1998 | Francia          | 3°lugar 28pts | Clasificado | 4  | 0  | 1    |

## Clubes

### Como jugador
| Club              | País     | Año         |
| ----------------- | -------- | ----------- |
| Atlético Nacional | Colombia | 1988 - 2000 |

### Como entrenador
| Club                         | País                     | Año                      | Partidos Dirigidos |
| ---------------------------- | ------------------------ | ------------------------ | ------------------ |
| Atlético Nacional (interino) | Colombia                 | 2008-ll                  | 16                 |
| Atlético Nacional (interino) | Colombia                 | 2009-l                   | 9                  |
| Atlético Nacional            | Colombia                 | 2010                     | 42                 |
| Real Cartagena               | Colombia                 | 2013                     | 58                 |
| Deportivo Pereira            | Colombia                 | 2014                     | 46                 |
| Atlético Huila               | Colombia                 | 2015 - 2016              | 64                 |
| Deportivo Pasto              | Colombia                 | 2016                     | 22                 |
| Real Cartagena               | Colombia                 | 2017                     | 34                 |
| Deportivo Pereira            | Colombia                 | 2018                     | 42                 |
| Real Cartagena               | Colombia                 | 2019                     | 18                 |
| Atlético Huila               | Colombia                 | 2022                     | 18                 |
| Total Partidos Dirigidos     | Total Partidos Dirigidos | Total Partidos Dirigidos | 340                |

## Estadísticas como entrenador
| Equipo                       | Torneo            | Partidos | Partidos | Partidos | Partidos |
| Equipo                       | Torneo            | PJ       | PG       | PE       | PP       |
| ---------------------------- | ----------------- | -------- | -------- | -------- | -------- |
| Atlético Nacional · Colombia |                   |          |          |          |          |
| Finalización 2008            | 14                | 8        | 4        | 2        |          |
| Copa Colombia 2008           | 2                 | 1        | 0        | 1        |          |
| Apertura 2009                | 6                 | 2        | 3        | 1        |          |
| Copa Colombia 2009           | 3                 | 1        | 2        | 0        |          |
| Liga 2010                    | 31                | 15       | 4        | 12       |          |
| Copa Colombia 2010           | 11                | 7        | 2        | 2        |          |
| Total club                   | 67                | 34       | 15       | 18       |          |
| Atlético Huila · Colombia    |                   |          |          |          |          |
| Liga 2015                    | 42                | 15       | 12       | 15       |          |
| Copa Colombia 2015           | 6                 | 2        | 2        | 2        |          |
| Apertura 2016                | 12                | 4        | 2        | 6        |          |
| Copa Colombia 2016           | 4                 | 1        | 1        | 2        |          |
| Apertura 2022                | 14                | 1        | 6        | 7        |          |
| Copa Colombia 2022           | 4                 | 1        | 1        | 2        |          |
| Total club                   | 82                | 24       | 24       | 34       |          |
| Deportivo Pasto · Colombia   |                   |          |          |          |          |
| Finalización 2016            | 20                | 5        | 5        | 10       |          |
| Copa Colombia 2016           | 2                 | 1        | 0        | 1        |          |
| Total club                   | 22                | 6        | 5        | 11       |          |
| Deportivo Pereira · Colombia |                   |          |          |          |          |
| Primera B 2014               | 36                | 16       | 9        | 11       |          |
| Copa Colombia 2014           | 10                | 2        | 1        | 7        |          |
| Primera B 2018               | 36                | 18       | 8        | 10       |          |
| Copa Colombia 2018           | 6                 | 1        | 1        | 4        |          |
| Total club                   | 88                | 37       | 19       | 32       |          |
| Real Cartagena · Colombia    |                   |          |          |          |          |
| Primera B 2013               | 42                | 18       | 8        | 16       |          |
| Copa Colombia 2013           | 16                | 10       | 4        | 2        |          |
| Primera B 2017               | 30                | 12       | 5        | 13       |          |
| Copa Colombia 2017           | 4                 | 0        | 2        | 2        |          |
| Primera B 2019               | 17                | 10       | 2        | 5        |          |
| Copa Colombia 2019           | 1                 | 0        | 1        | 0        |          |
| Total club                   | 93                | 40       | 20       | 33       |          |
| Consolidado Total            | Consolidado Total | 334      | 139      | 76       | 119      |

## Palmarés

### Como jugador

#### Campeonatos nacionales
| Título                | Club              | País     | Año  |
| --------------------- | ----------------- | -------- | ---- |
| Campeonato colombiano | Atlético Nacional | Colombia | 1991 |
| Campeonato colombiano | Atlético Nacional | Colombia | 1994 |
| Campeonato colombiano | Atlético Nacional | Colombia | 1999 |

#### Copas internacionales
| Título              | Club              | País     | Año  |
| ------------------- | ----------------- | -------- | ---- |
| Copa Libertadores   | Atlético Nacional | Colombia | 1989 |
| Copa Interamericana | Atlético Nacional | Colombia | 1990 |
| Copa Interamericana | Atlético Nacional | Colombia | 1997 |
| Copa Merconorte     | Atlético Nacional | Colombia | 1998 |
| Copa Merconorte     | Atlético Nacional | Colombia | 2000 |